# Peperomia siguatepequensis
Peperomia siguatepequensis är en pepparväxtart som beskrevs av William Trelease. Peperomia siguatepequensis ingår i släktet peperomior, och familjen pepparväxter. Inga underarter finns listade i Catalogue of Life.